# Anhalt-Köthen
Anhalt-Köthen fue un antiguo Estado localizado en el noreste de Alemania, inicialmente como principado, y más tarde como un ducado, siendo parte del Sacro Imperio Romano Germánico, luego parte de la Confederación del Rin y finalmente de la Confederación Germánica. La capital del Estado fue la ciudad de Köthen.

## Historia

Castillo de Köthen.

El oso y la corona símbolos de los territorios de Anhalt.

Fue creado por primera vez en 1396 con la división del Principado de Anhalt-Zerbst entre Anhalt-Dessau y Anhalt-Köthen, existiendo hasta 1552, cuando por herencia pasó a manos de Anhalt-Dessau. En 1603 Anhalt-Köthen se vuelve a crear con la división de Anhalt-Zerbst. A la muerte del príncipe Luis Augusto, en 1774 se dividió creando el Principado de Anhalt-Pless; en 1806 es elevado a Ducado. Existió Anhalt-Köthen como entidad independiente hasta 1847, cuando al morir el Duque Enrique se extinguió la línea de Anhalt-Köthen. Finalmente fue anexado por Anhalt-Dessau. A inicios del siglo XX fue parte del Imperio alemán, actualmente este territorio es parte del estado federado de Sajonia-Anhalt.

## Lista de Soberanos

### Príncipes de Anhalt-Köthen (1396-1561)
- 1396-1423 - Alberto III de Anhalt-Köthen
- 1424-1436 - Adolfo de Anhalt-Köthen corregente
- 1424-1471 - Valdemar IV
- 1471-1475 - Alberto V corregente
- 1471-1508 - Valdemar VI de Anhalt-Dessau
- 1475-1508 - Magnus (corregente)
- 1475-1508 - Adolfo II (corregente)
- 1475-1500 - Felipe (corregente)
- 1508-1562 - Wolfgang, el Confesor

A Anhalt-Dessau en 1562

### Príncipes de Anhalt-Köthen (1603-1807)
- 1603-1650 - Luis I
- 1650-1653 - Augusto de Anhalt-Plötzkau (gobernante en favor de su sobrino Guillermo Luis)
- 1653-1659 - Lebrecht y Emmanuel de Anhalt-Plötzkau (regencia conjunta de su primo Guillermo Luis)
- 1650-1665 - Guillermo Luis
- 1665-1669 - Lebrecht
- 1665-1670 - Emmanuel (co-gobernante)
- 1670-1691 - Ana Leonor de Stolberg-Wernigerode (regente en favor de su hijo Emmanuel Lebrecht)
- 1670-1704 - Emmanuel Lebrecht
- 1704-1715 - Gisela Inés de Rath (regente en favor de su hijo Leopoldo)
- 1704-1728 - Leopoldo
- 1728-1755 - Augusto Luis
- 1755-1789 - Carlos Jorge Lebrecht
- 1789-1807 - Augusto Cristian Federico (Duque de 1807)

Escudo de Armas del Duque en (1846)

Elevado a ducado en 1807

### Duques de Anhalt-Köthen (1807-1847)
- 1807-1812 - Augusto Cristian Federico
- 1812-1818 - Luis Augusto Emilio Federico Carlos
  - Leopoldo III de Anhalt-Dessau (regente 1812-1817)
  - Leopoldo IV de Anhalt-Dessau (regente 1817-1818)
- 1818-1830 - Federico Fernando
- 1830-1847 - Enrique

El territorio fue heredado por Anhalt-Dessau y Anhalt-Bernburg en 1847
En 1755, el hermano de Federico Herman, Augusto, fundó una línea paralela.

### Príncipes de Anhalt-Köthen-Pless (1755-1847)
- 1765-1797 - Federico Erdmann
- 1797-1818 - Federico Fernando, duque de Anhalt-Köthen.
- 1818-1830 - Enrique, duque de Anhalt-Köthen.
- 1830-1841 - Luis (los territorios pasaron definitivamente a Anhalt-Köthen)
- 1841-1847 - Enrique (junto con su sobrino, el conde Anselmo Enrique Hochberg-Fürstenstein)